# 闫家镇
闫家镇，是中华人民共和国黑龙江省佳木斯市桦南县下辖的一个乡镇级行政单位。

## 行政区划
闫家镇下辖以下地区：
闫家村、老街基村、小八浪村、丰基村、城子岭村、大吴家村、大张家村、北安村、公心集村、桦木岗村、桦兴村、宏伟村、公平村、荣安村和中和村。